# Monte (partido)
Monte (Partido de San Miguel del Monte) is een partido in de Argentijnse provincie Buenos Aires. Het bestuurlijke gebied telt 17.488 inwoners. Tussen 1991 en 2001 steeg het inwoneraantal met 12,98 %.

## Plaatsen in partido Monte
- Abbott
- San Miguel del Monte
- Zenón Videla Dorna